# Tofol Track and Field Stadium
Tofol Track and Field Stadium – wielofunkcyjny stadion w miejscowości Tofol na wyspie Kosrae w Mikronezji. Jest obecnie używany głównie dla meczów piłki nożnej. Swoje mecze rozgrywa na nim drużyna piłkarska Kosrae FC.